# Грб Холандије
Грб Холандије је званични хералдички симбол Краљевине Холандије и њеног монарха. Озваничен је 1815. године, када је проглашена монархија после заседања Бечког конгреса.
Грб садржи мешавину хералдичких елемената са грбова раније Низоземске републике и породице Орање-Насау која је постала краљевска. Лавови који држе штит и лав на штиту познати су одраније као симбол провинције Холандије по којој ће краљевина бити називана (други назив Низоземска). Лав на штиту поред мача, симбола власти и снаге, држи и седам стрела, које симболишу седам првобитних провинција Низоземске. Испод се налази мото породице Орање-Насау Je maintiendrai - наставићу,издржаћу. Хермелински огртач је симбол монархије.
Холандска влада користи верзију грба без огртача, а понекад и без лавова-држача.